# Ajeltake
Ajeltake (ɑ̯ɑ͡æzʲelʲdˠɑɡɤ͡ee̯) ist ein Ort der Marshallinseln auf dem Majuro-Atoll. 2006 wurden 1700 Einwohner gezählt.

## Geographie
Der Ort liegt auf dem schmalen Südwestteil des Atolls zwischen Laura und Rairikku. Die Lagoon Road verbindet die Orte. Es gibt eine Kirche der Assemblies of God und einen Mormonentempel.